# WTA Shenzhen Open 2013
Shenzhen Open 2013 (відомий як Shenzhen Gemdale Open 2013 за назвою спонсора) — тенісний турнір, що проходив на відкритих твердих кортах. ІЦе був перший WTA Shenzhen Open. Належав до турнірів WTA International в рамках Туру WTA 2013. Відбувся в Shenzhen Longgang Sports Center в Шеньчжені (Китай) з 31 грудня 2012 до 6 січня 2013 року.

## Учасниці основної сітки в одиночному розряді

### Сіяні учасниці
| Країна            | Гравчиня          | Рейтинг1 | Сіяна |
| ----------------- | ----------------- | -------- | ----- |
| КНР               | Лі На             | 7        | 1     |
| Франція           | Маріон Бартолі    | 11       | 2     |
| Сербія            | Єлена Янкович     | 22       | 3     |
| Китайський Тайбей | Сє Шувей          | 25       | 4     |
| Чехія             | Клара Закопалова  | 28       | 5     |
| КНР               | Пен Шуай          | 40       | 6     |
| Велика Британія   | Лора Робсон       | 53       | 7     |
| Сербія            | Бояна Йовановські | 56       | 8     |

- 1 Рейтинг подано станом на 24 грудня 2012

### Інші учасниці
Нижче наведено учасниць, які отримали вайлдкард на участь в основній сітці:
- Chan Wing-yau
- Дуань Інін
- Чжен Сайсай

Нижче наведено гравчинь, які пробились в основну сітку через стадію кваліфікації:
- Кіміко Дате
- Енн Кеотавонг
- Джессіка Пегула
- Стефані Фегеле

Учасниці, що потрапили до основної сітки як щасливий лузер:
- Чжоу Імяо

### Відмовились від участі
До початку турніру
- Івета Бенешова
- Єлена Янкович (вірусне захворювання)
- Мір'яна Лучич-Бароні
- Петра Мартич
- Барбора Стрицова (допінг)

## Учасниці основної сітки в парному розряді

### Сіяні пари
| Країна            | Гравчиня        | Країна            | Гравчиня         | Рейтинг1 | Сіяні |
| ----------------- | --------------- | ----------------- | ---------------- | -------- | ----- |
| Китайський Тайбей | Чжань Хаоцін    | Китайський Тайбей | Чжань Юнжань     | 122      | 1     |
| Росія             | Ніна Братчикова | Словаччина        | Жанетта Гусарова | 123      | 2     |
| Росія             | Алла Кудрявцева | Чехія             | Клара Закопалова | 145      | 3     |
| Угорщина          | Тімеа Бабош     | Люксембург        | Менді Мінелла    | 161      | 4     |

- 1 Рейтинг подано станом на 24 грудня 2012.

### Інші учасниці
Нижче наведено пари, які отримали вайлдкард на участь в основній сітці:
- Хань Сіньюнь /  Чжоу Імяо
- Ван Цян /  Варатчая Вонгтінчай

### Відмовились від участі
Під час турніру
- Сє Шувей (травма правого передпліччя)

## Переможниці та фіналістки

### Одиночний розряд
- Лі На —  Клара Закопалова 6–3, 1–6, 7–5
- Для Лі це був перший титул за сезон і 7-й — за кар'єру.

### Парний розряд
- Чжань Хаоцін /  Чжань Юнжань —  Ірина Бурячок /  Валерія Соловйова, 6–0, 7–5